# Île aux Fouquets
L'île aux Fouquets, aussi appelée l'île au Phare, est un îlot rocheux de la baie de Grand Port, à l'est de l'île principale de la république de Maurice et à proximité immédiate de l'îlot Vacoas. Elle forme l'un des parcs nationaux du pays.
Tout comme l’Île de la Passe voisine, l’Île aux Fouquets a été utilisée à des fins militaires. Le phare date de 1865. Classé patrimoine national, il guide les bateaux qui se dirigent vers Mahébourg. Sa portée est de 26 km.